# Balogh Mária (újságíró)
Balogh Mária (Budapest, 1936. február 28. – 2021. október 17.) Aranytoll-díjas újságíró, szerkesztő, az első magyar női tévériporter, a Magyar Televízió örökös tagja.

## Életpályája
| „              | Értettem és értek az emberek nyelvén, kérdezni és beszélni. | ” |
| – Balogh Mária |                                                             |   |

 
Munkáscsaládból származik, édesapja Csepelen volt vasöntő, édesanyja gyári munkás. A közösségért felelős gondolkodást, magatartást, és a szociális érzékenységét otthonról hozta magával. Két testvérét korán elveszítette, az egyik szívbetegen született, a másik agyhártyagyulladásban halt meg 1944 telén. A csepeli bencésekhez járt gimnáziumba. Szülei elváltak és ő édesanyjával Pécsre került. 1953-ban az alakuló pécsi rádióhoz bemondókat kerestek. Harmadikos gimnazistaként jelentkezett az állásra. Bemondónak nem, de riportergyakornoknak felvették és idővel véglegesítették. 

„…anyukámmal leköltöztünk Pécsre. 1953-ban bementem a Magyar Rádió pécsi stúdiójába, hogy bemondó akarok lenni. Kellett a pénz. Azt mondták, nem lehet, nem jó a hangom, gyerekes. Erre elsírtam magam, nagy copfokkal, rakott szoknyában. Végül csak elkezdtem dolgozni, de a megírt anyagaimat kezdetben pécsi színészek, köztük Tomanek Nándor olvasták be a rádióban.… Fél évig kétmondatos híreket kellett írnom. Ma ezt a nagyon hasznos lépcsőfokot nem járatják meg kötelezően a pályakezdőkkel.”

 Ide, a pécsi rádióhoz is eljutott a hamarosan induló és rendszeres adását megkezdő Magyar Televízió híre, mely munkatársakat keresett. Balogh Mária 1958-ban Budapestre került. Előbb a Magyar Rádióhoz, majd – a Bajza utcai MÚOSZ székházban egy szerencsés véletlen találkozásnak köszönhetően, – a Magyar Televízióhoz. Így emlékezett:

„1958-ban egy főnök, a pesti központból lelátogatva odavetette: – Hé kislány, hamarosan indul a televízió, magának ott lenne a helye! – Nem sokkal később összecsomagoltam hát, és felvonatoztam Budapestre. Beállítottam a rádióban ehhez az emberhez, hogy itt vagyok, maga mondta! Nagyon elképedt, hogy ez nem így működik. Ha a pécsi rádiótól nem úgy jövök el, ahogy, akkor rögtön vissza is fordulok – de a büszkeségem nem engedte. Maradtam és elkezdtem a rádiónál riportocskákért koldulni, de alig valamit kerestem. Az albérletemben fűtésre nem futotta, így a napokat a Bajza utcában, az újságírók klubjában töltöttem. Nagy élet volt ott akkoriban. Odajött hozzám egy ismeretlen ember, hogy hogy vagyok. Elkezdtem vele kiabálni, hogy engem felbolondítottak Pestre, ahol senki sem segít. Egy hét múlva hívattak, mint kiderült, hogy akivel ordítoztam, az felelt a pártközpontban a sajtóért. Így lett állásom a televíziónál.”

1959-től volt a Magyar Televízió munkatársa, ő volt az első női tévériporter. A televízióban először a nőkről készített műsorsorozatot, amelynek címe Lányok-asszonyok volt. Riportjainak állandó visszatérő témái az egyszerű emberek sorsával, problémáival foglalkoztak. Legendás televíziós műsorában, – amelynek címe Ebédszünet volt, – a  riportalanyai, a saját környezetükben beszélhettek a közszolgálati televízió nyilvánosságán keresztül, a hétköznapi életüket, munkájukat érintő gondjaikról, problémáikról. Készített riportokat híres emberekkel művészekkel is, például Gagarinnal, Jókai Annával és Várkonyi Zoltánnal.
Számos napi aktuális belpolitikai és érdekvédelmi műsor, dokumentumfilm fűződik a nevéhez.
Vezette a televízió Ifjúsági Osztályát, és igazgatója volt a Miskolci Tévéfesztiválnak. 1995-ben ment nyugdíjba.
2013 óta a MÚOSZ Tiszteletbeli tagja volt, 2019-ben Aranytoll-díjat kapott.

## Magánélete
Férje Litvai Tamás mérnök volt, akivel 1968-ban kötöttek házasságot és akitől később elvált. 
Egyedül nevelte mozgássérült, fogyatékkal élő unokaöccsét, aki négyévesen került hozzá. Élete utolsó évtizedében Székesfehérváron élt.

## Fontosabb televíziós munkáiból

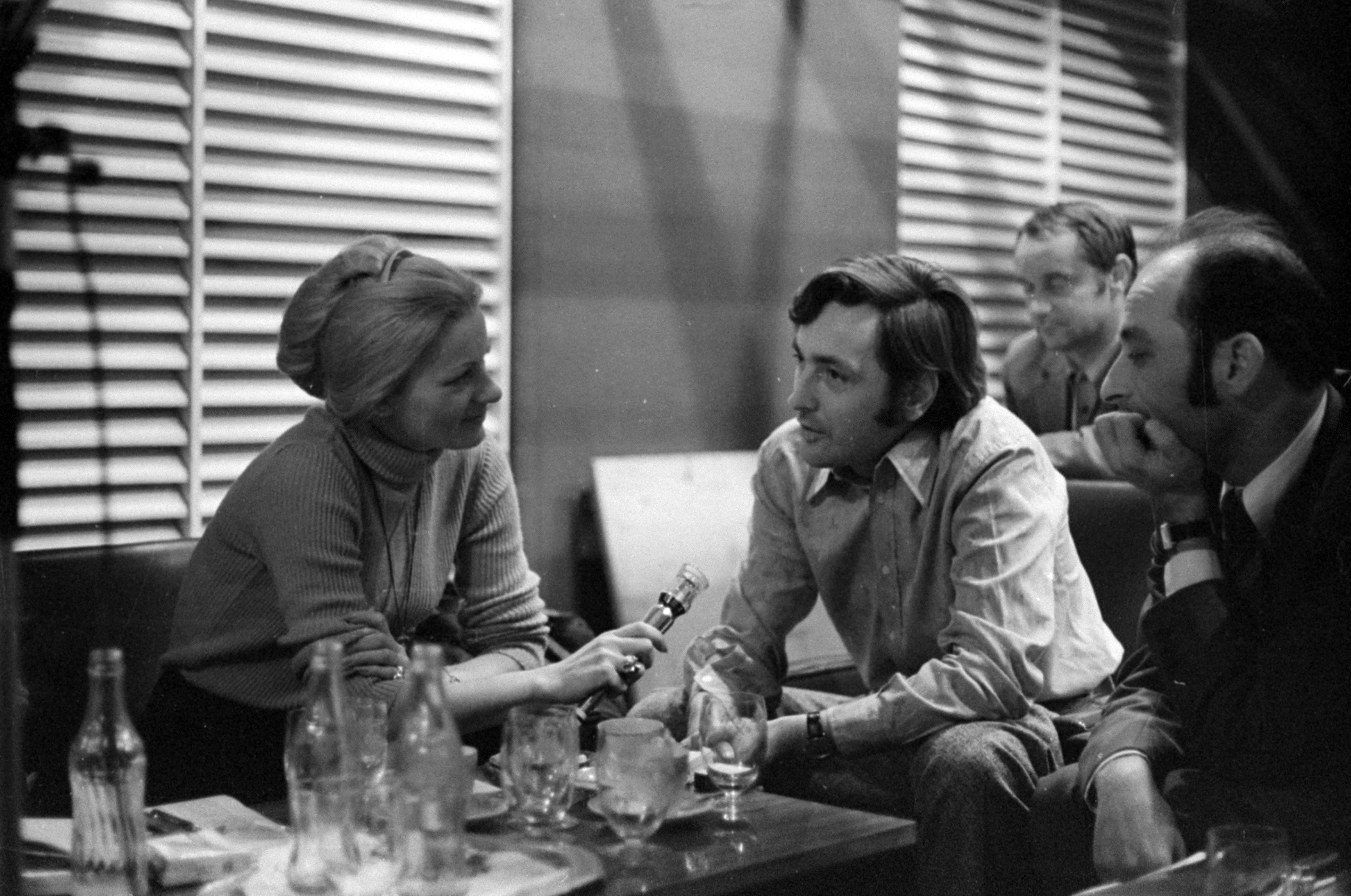
1974-ben Érdi Sándorral és Petur Istvánnal készít riportot Balogh Mária.

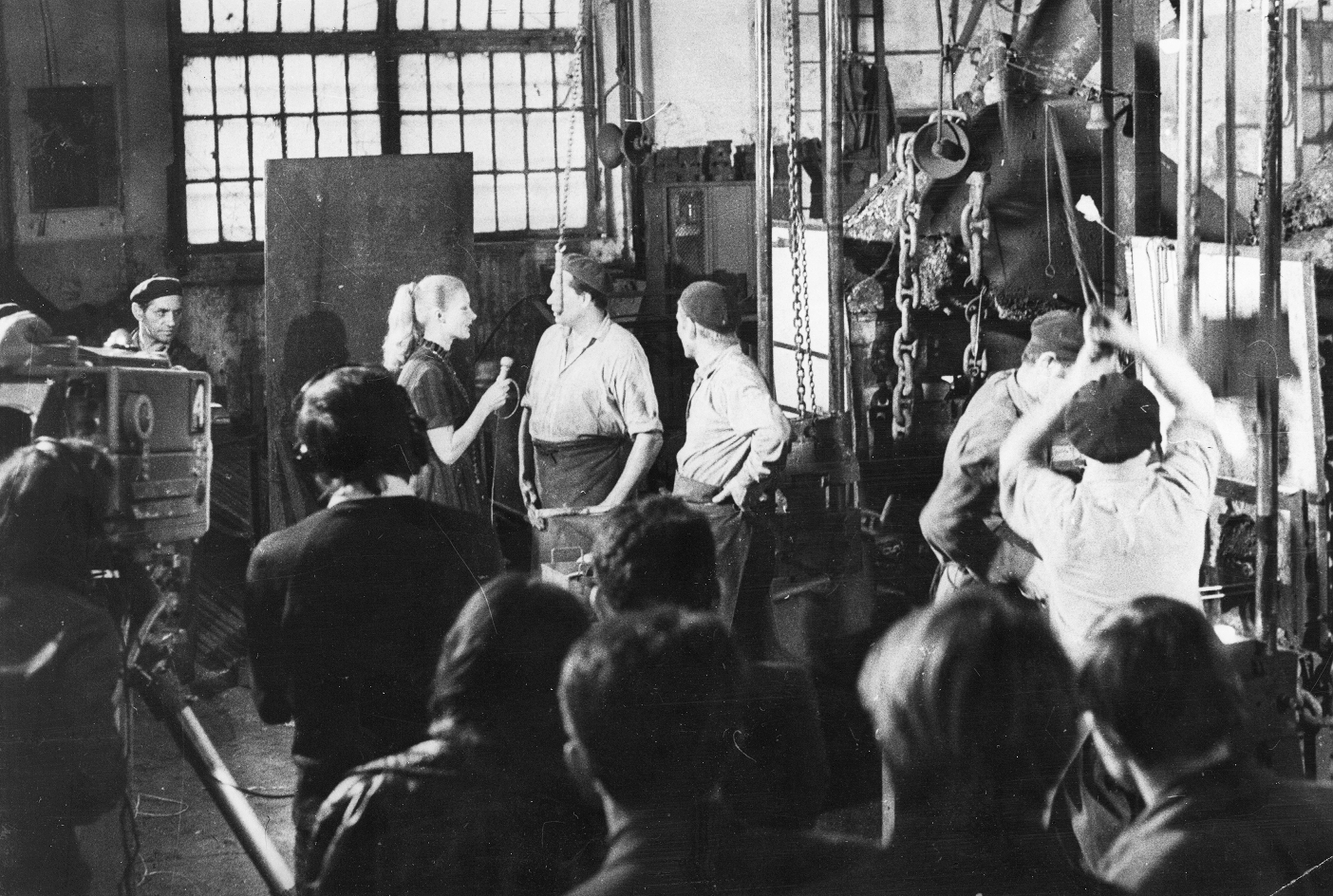
1959-ben gépgyári munkásokkal beszélget Balogh Mária

- Lányok-asszonyok
- Sokszemközt
- Munkások, vezetők egymás közt
- Mi újság?
- A Hét
- Ebédszünet
- Beszédtéma – beszéljünk róla!
- Sorsok

## Díjai, elismerései
- Kiváló Dolgozó
- Munka Érdemrend (bronz és ezüst fokozat)
- SZOT-díj (1972)
- Magyar–Szovjet Kormányközi Bizottság Díszoklevél
- Kiváló Munkáért díj
- Aranytoll díj (2019)